# Spoorlijn Zinnowitz - Peenemünde
Spoorlijn Zinnowitz - Peenemünde is een  enkelsporige, niet geëlektrificeerde zijlijn in het noordwesten van het eiland Usedom, Duitsland. De spoorlijn werd bekend als Werkbahn Peenemünde, om de Heeresversuchsanstalt Peenemünde (testterrein van de Duitse Wehrmacht) op het Duitse spoorwegnet aan te sluiten. De lijn is als spoorlijn DB 6774 onder beheer van Usedomer Bäderbahn (UBB), die ook het reizigersvervoer op de lijn verzorgt.

## Geschiedenis

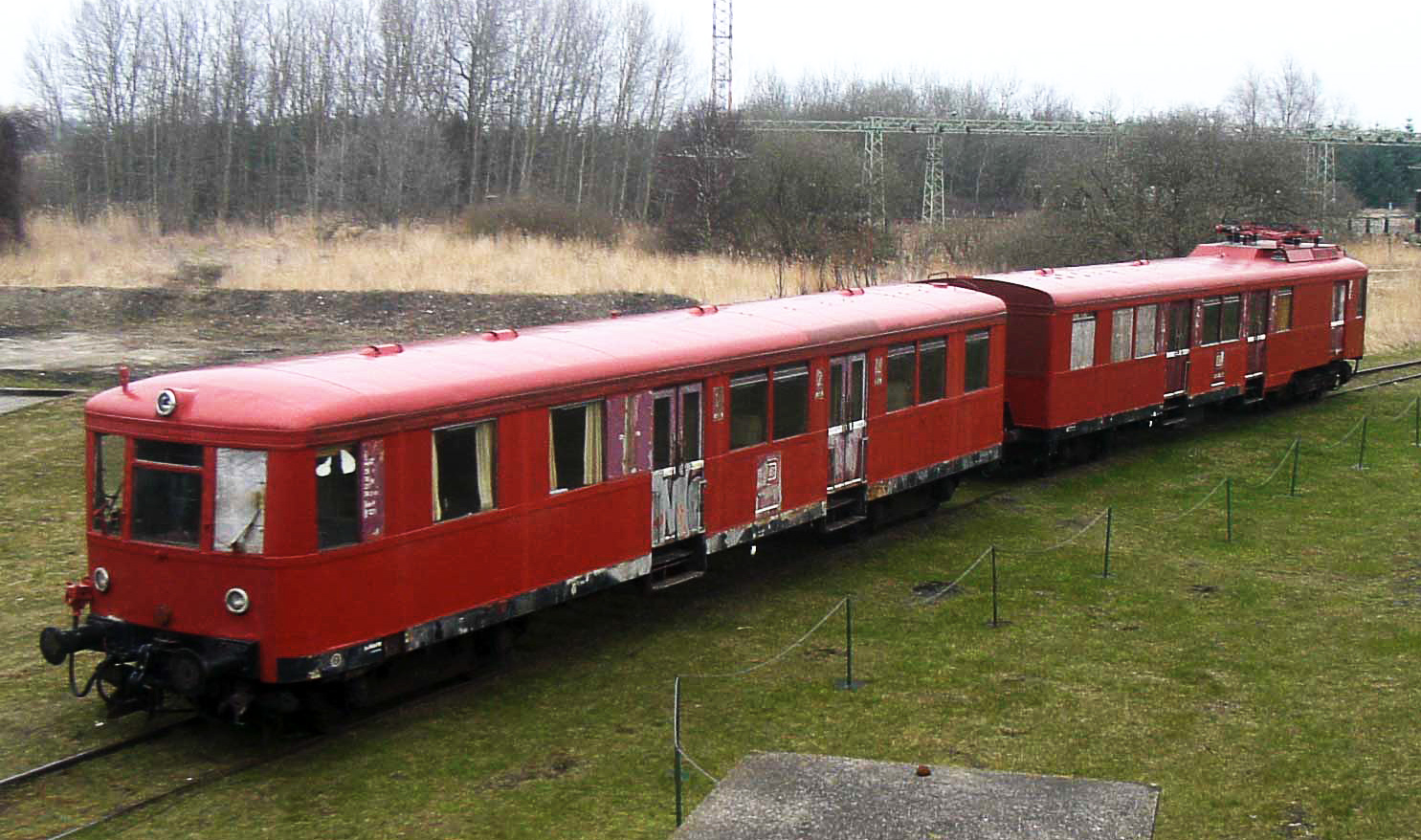
Elektrisch treinstel van van de voormalige Werkbahn in Peenemünde (2006)

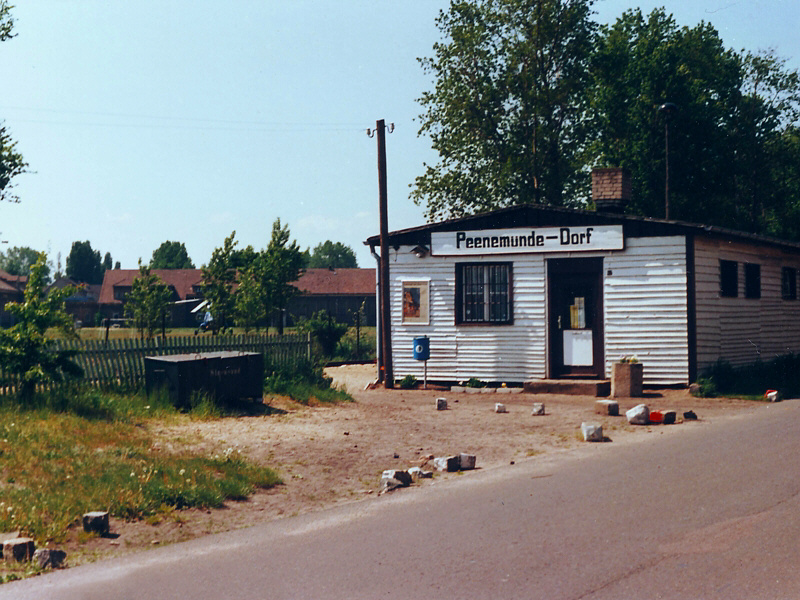
Eindstation Peenemünde-Dorf (tegenwoordig Peenemünden) rond 1993

De spoorlijn ontstond midden jaren 30 samen met het testterrein Heeresversuchsanstalt, toen de Wehrmacht een geschikte locatie voor rakettesten zocht. Omdat de zogenaamde Peenemünder Zipfel dunbevolkt en aan drie zijde door water omgeven was, werd het terrein geschikt bevonden en met de bouw begonnen. Als werkaansluiting zou de nieuw aangelegde spoorlijn vooral voor het transport van goederen en militaire gereedschappen dienen. Na een bouwtijd van ongeveer één jaar kon de lijn op 28 juli 1937 in gebruik worden genomen, maar de lijn werd niet voor reizigers opengesteld omdat deze over militair terrein liep.

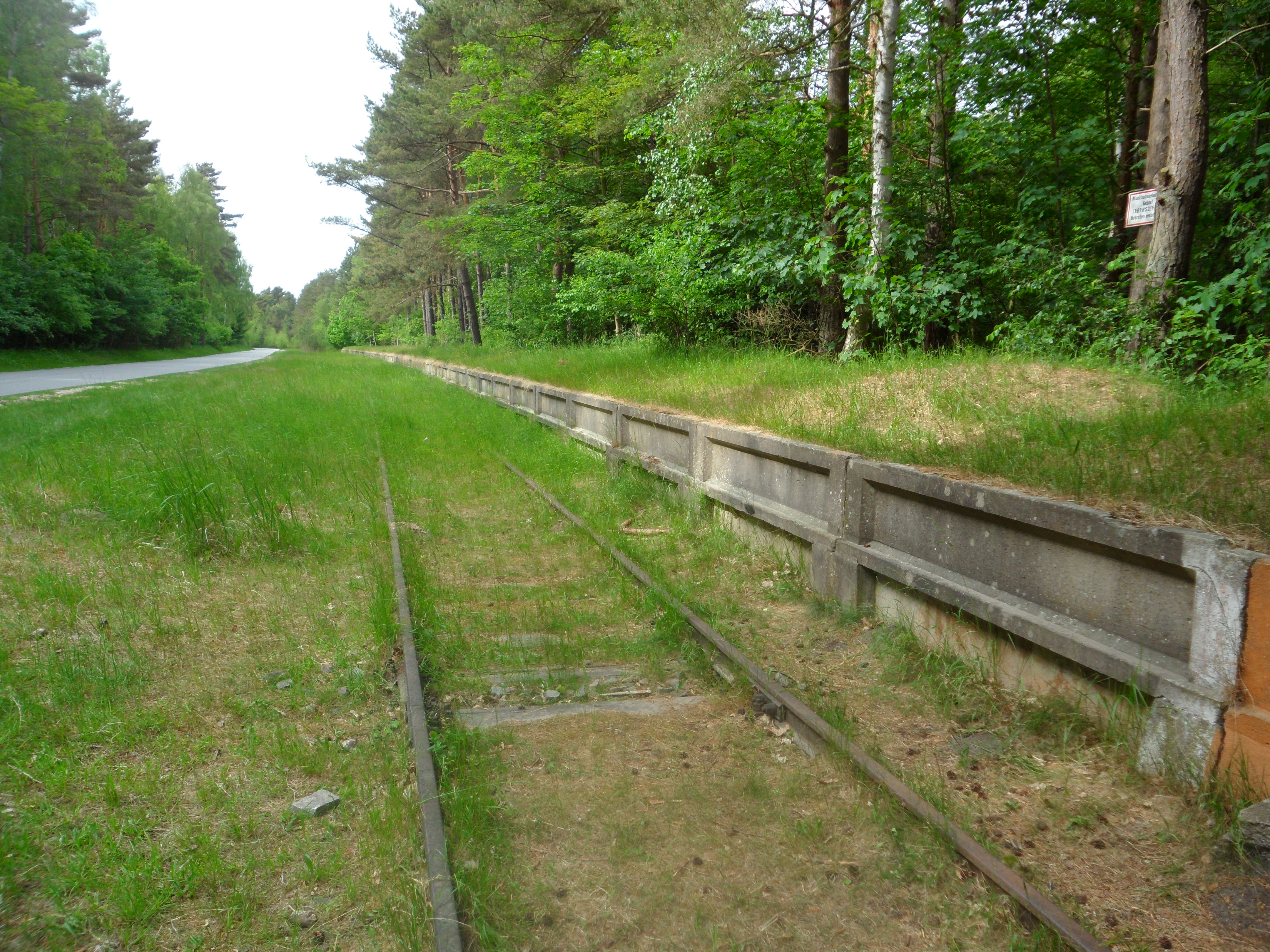
Perron van de voormalige halte Werk Ost bij het oude testterrein Peenemünde. Dit 108 meter lang perron is nog het enige perron die tegenwoordig in de oude vorm behouden is. Het werd door medewerkers van het ontwikkelingswerk en voor het KZ-Arbeitslager Karlshagen gebruikt (2012).

De spoorlijn begint in station Zinnowitz, waarbij aansluiting op de spoorlijn Wolgast - Heringsdorf bestaat. De lijn buigt naar het noorden af en loopt parallel aan de noordkust van Usedom via Karlshagen tot de zuidrand van het voormalige testterrein. Kort voor dit punt buigt de spoorlijn af naar het zuidwesten richting het eindstation Peenemünde aan de Peenestrom.
In 1941 werd de spoorlijn met 1200 volt gelijkspanning via bovenleiding geëlektrificeerd. De elektrische exploitatie was alleen beperkt tot het reizigersverkeer, net als de hoofdlijn, en werd niet tot het testterrein verlengd. Voor de reizigersdienst kwamen er 15 treinstellen van het type (Baureihe) ET 167 van de S-Bahn van Berlijn. Daarvoor moesten de perrons worden verhoogd.

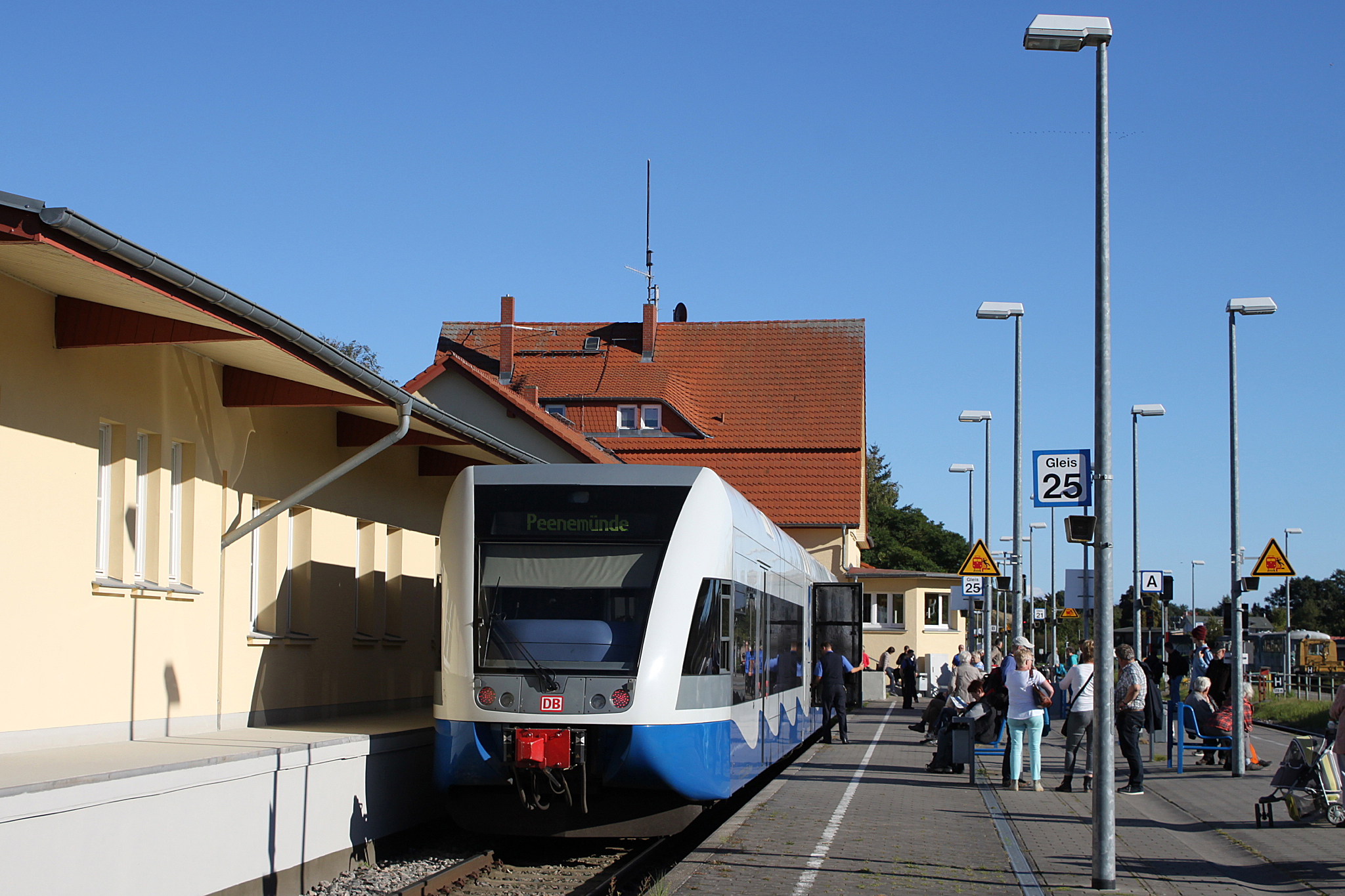
UBB-treinstel type Baureihe 646.1 naar Peenemünde in station Zinnowitz (2015)

Nadat nog voor het einde van de oorlog het eerste treinstel naar Thüringen verplaatst was, verordende de SMAD (het militaire bestuur van de Sovjet-Unie in Duitsland) op 21 april 1946 het staken van de elektrische exploitatie in de Sovjet-bezettingszone (SBZ). De installatie werd gedemonteerd en de overgebleven treinstellen als herstelbetaling naar de Sovjet-Unie gebracht. Het verkeer volgde sindsdien met stoomlocomotieven, die vanaf 1955 ook voor het reizigersverkeer werden opengesteld. Omdat deze een lage instap hadden werden de perrons weer verlaagd. Op enkele haltes, zoals bijvoorbeeld bij halte Karlshagen Siedlung, is het hoge perron nog aanwezig. Tussen Karlshagen Dorf en Peenemünde was nog een militair terrein, waardoor reizigers alleen met een passagepas gebruik mochten maken van de trein.
Wegens explosiegevaar van munitieresten en de tankinstallaties langs het spoor reden hier alleen diesellocomotieven, maar wegens het ontbreken van verwarmingsinstallaties in de locomotieven werden hier energiewagens ingezet.
De komende jaren tekende zich door het toenemende verval van de spoorlijn, zodat de baanvaksnelheid op 50 km/h werd teruggebracht. Daarop volgde tot 1980 de eerste renovatie van de spoorlijn, die buiten de zomerseizoenen plaatsvonden.
Station en het dorp Peenemünde lagen in het verboden gebied van het leger, zodat alleen bevoegde reizigers de lijn naar het gebied gebruiken mogen. De treinen stonden wel gewoon in het spoorboekje van de Deutsche Reichsbahn.
Na die Wende dreigde een einde van de exploitatie, omdat de Reichsbahndirectie Schwerin in 1992 de stillegging van het gehele net op het eiland bij de Landdag voorstelde. Als gevolg hiervan werd op 1 augustus 1993 het Projekt Usedom opgericht, waaruit in 1994 het huidige Usedomer Bäderbahn kwam. Deze nam op 1 juni 1995 het reizigersverkeer op het eiland over en begon met het opknappen van de spoorlijn. Na ongeveer twee jaar werd dit afgerond, waardoor treinen weer met 80 km/h over de spoorlijn konden rijden.
In de eerste exploitatiejaren reed de UBB met elders vrijgekomen railbussen van DR (in de volksmond "Ferkeltaxen" (biggetjes) genoemd). Deze werden vanaf 2000 door treinstellen van het type Baureihe 646.1 vervangen (Stadler GTW 2/6). Vier jaar later keerde bovendien een elektrisch treinstel van de Werkbahn terug en dient tegenwoordig als museumstuk van het Historisch-Technische Museum Peenemünde. De wagen was daarvoor bij de Deutsche Bundesbahn als 426 002 ingezet.

## Aansluitingen
In de volgende plaatsen is of was er een aansluiting op de volgende spoorlijnen:
Zinnowitz
DB 6773, spoorlijn tussen Wolgast Fähre en Heringsdorf